# Lord John in lord Bernard Stuart
Lord John Stuart in Llrd Bernard Stuart je velika oljna slika Anthonisa van Dycka, narejena okoli leta 1638. Dvojni portret v naravni velikosti prikazuje dva najmlajša sinova Esmé Stewart, 3. vojvode Lennoxskega: lorda Johna Stewarta (1621–1644) in lorda Bernarda Stuarta (1622–1645), stara približno 17 oziroma 16 let. Slika meri 237,5 cm × 146,1 cm in je od leta 1988 v lasti Narodne galerije v Londonu.
Na sliki sta upodobljena dva mladeniča. Na levi je šesti sin 3. vojvode Lennoxskega, lord John Stewart, na desni pa njegov sedmi sin, lord Bernard Stewart (kot je običajno v sodobnem času, Narodna galerija uporablja črkovanje Stuart s francoskim vplivom) za ime njihove družine). Van Dyck je naslikal tudi portret njunega starejšega brata Jamesa, kasnejšega 4. vojvode Lennoxskega in 1. vojvode Richmondskega, ki ga zdaj hrani Metropolitanski muzej umetnosti.
Brata sta modno oblečena v bogata svilena in satenasta oblačila, s čipkastimi ovratniki. John nosi tople odtenke zlate in rjave; Bernard kontrastno v hladni srebrni in modri barvi. Zamolklo rjavo ozadje poudarja draperijo in odtenek razkošnih tkanin. Oba sta oblečena za potovanje: slika je bila naročena tik pred njunim odhodom leta 1639 na triletno Grand Tour po Evropi.
John stoji na stopnici, sloni na kamnitem podstavku in gleda v daljavo mimo gledalca. Bernard je stopil na stopnico z levo nogo, levo roko pa je naslonil na bok, tako da njegov levi komolec štrli pod nenaravno nerodnim kotom; gleda naravnost v gledalca in z desnico privzdigne rob svojega ogrinjala, da razkrije svilene povezave, ter svoj vezeni suknjič in hlače; ima tudi usnjene škornje z ostrogami in meč. Stojita tesno drug ob drugem, kar namiguje na njun tesen odnos, vendar njuna nasprotujoča si drža in različni očesni črti nakazujeta nerazrešeno napetost med njima.
Oba brata sta bila ubita med bojevanjem za kralja Karla I. v angleški državljanski vojni: John v bitki pri Cheritonu leta 1644, Bernard pa naslednje leto kot poveljnik reševalne garde v bitki pri Rowton Heathu.
Sliko je hranila družina Stewart do leta 1672, ko je Charles Stewart, 3. vojvoda Richmondov, 6. vojvoda Lennoxov umrl brez potomcev. Večino njegovega premoženja in baronije Clifton je podedovala njegova sestra Katherine O'Brien, 7. baronica Clifton, slika pa je bila kasneje v zbirki njene vnukinje Theodosia Hyde, 10. baronice Clifton. Ostala je v družini, dokler je okoli leta 1904 niso prodali trgovcu z umetninami siru Georgeu Donaldsonu. Pridobil jo je bankir sir Ernest Cassel in jo prenesel na svoje pravnukinje Patricio Knatchbull, 2. grofico Mountbatten iz Burme in Lady Pamelo Hicks. Leta 1988 jo je kupila Narodna galerija v Londonu.